# Batalla del río Vedrosha
La batalla del río Vedrosha fue un enfrentamiento de la guerra ruso-lituana de 1500-1503 que acabó con una clara victoria rusa y tuvo trascendencia estratégica. La disputaron fuerzas del Gran Ducado de Lituania a las órdenes del príncipe Konstanty Ostrogski y el ejército del Principado de Moscú bajo las órdenes del príncipe Daniil Schenyá el 14 de julio de 1500, a unos cincuenta kilómetros al oeste de Kaluga.
El hábil príncipe ruso empleó una táctica similar a la que había dado buenos resultados al ejército ruso en la batalla de Kulikovo. La de Vedrosha resultó una gran victoria para los rusos. Los lituanos sufrieron unos ocho mil muertos y muchos más fueron hechos prisioneros por el enemigo, entre ellos el príncipe Konstanty Ostrogski, el primer gran hetman de la historia de Lituania. La derrota privó a los lituanos de iniciativa militar en la contienda y los obligó a mantenerse a la defensiva.

## Comentarios de los contemporáneos
Sigismund von Herberstein describió la lid en su Rerum Moscoviticarum Commentarii (1549). Von Herberstein apuntó que en una batalla el gran príncipe moscovita había conseguido lo que el gran duque Vitautas en toda su vida.